# Bölebyn
Bölebyn är en bebyggelse vid östra stranden av Piteälven i Piteå landsdistrikt i Piteå kommun, Norrbottens län. SCB klassade bebyggelsen fram till 2015 som en del av små-/tätorten Böle. Vid avgränsningen 2020 klassades den dock som en separat småort, för att 2023 åter klassas som en del av Böle.